# Estación Tapia
Tapia o Estación Tapia és una població de l'Uruguai ubicada al departament de Canelones. Es troba sobre la ruta 88, 12 quilòmetres a l'est de San Jacinto. L'autovia Montevideo – Minas passa pel sud-est del poble, mentre que l'Arroyo de los Negros s'ubica al sud-oest.

## Població
Segons les dades del cens de l'any 2004, Tapia tenia 273 habitants.
| Any  | Població |
| ---- | -------- |
| 1985 | 318      |
| 1996 | 226      |
| 2004 | 273      |
| 2011 | 213      |

Font: Institut Nacional d'Estadística de l'Uruguai